# Регулиці (Малопольське воєводство)
Регулиці (пол. Regulice) — село в Польщі, у гміні Альверня Хшановського повіту Малопольського воєводства.
Населення — 1937 осіб (2011).
У 1975-1998 роках село належало до Краківського воєводства.

## Демографія
Демографічна структура станом на 31 березня 2011 року:
|          | Загалом | Допрацездатний вік | Працездатний вік | Постпрацездатний вік |
| -------- | ------- | ------------------ | ---------------- | -------------------- |
| Чоловіки | 971     | 181                | 652              | 138                  |
| Жінки    | 966     | 164                | 544              | 258                  |
| Разом    | 1937    | 345                | 1196             | 396                  |

## Відомі люди
Народилися
- Вацлав Новаковський — польський архітектор.